# Maltežani
Maltežani /od m-l-t, malet =sklonište/, ime koje je dano najvećem otoku, semitski narod na Malti, oko 300.000 pripadnika na matičnim otocima  (1975 Katzner), i preko 70.000 u europskim (Italija, UK), Afričkim (Tunis) i drugim prekomorskim zemljama (Australija, Kanada, SAD). 

## Jezik
Maltežani govore posebnim jezikom, (malteškim), članom arapske skupine semitskih jezika i uz standardni malteški ima nekoliko drugih dijalekata.

## Povijest
Prapovijesno razdoblje
Prapovijesno razdoblje Malte završit će u 7. ili 8. stoljeću prije Krista, kada su strateški položaj i prirodna luka postali poznati vanjskom svijetu. Prapovijesno razdoblje obilježili su nadzemni i podzemni megalitski spomenici. Prvi stanovnici dolaze vjerojatno prije 4000 godina sa Sicilije. Oni su ratari, lovci i ribari. Najraniji znakovi stanovanja vide se na nekoliko otoka, u špiljama, s keramikom koja pokazuje znakove vještine i razvoja. Rani znakovi religiozne kulture ukazuju na kult mrtvih. Stanovnici otoka počinju konstruirati hramove i nastaju najljepši primjeri megalitske arhitekture na svijetu. Najraniji među njima nalaze se u gradovima Żebbuġ i Mġarr, ali je kompleks Ġgantija na otoku Gozo najimpresivniji od svih, a tu su još Ħaġar Qim, Mnajdra, Ta' Ħaġrat, Skorba i Tarxien.
Feničani i Kartažani
Oko 800. prije Krista neustrašivi Feničani, rasa pomoraca i trgovaca uspostavljaju svoje isturene položaje na Malti. Ovi Feničani po svoj su prilici Kartažani, fenički kolonisti, koji su prema Rimljanima 814. prije Krista osnovali na tuniskoj obali grad Qart-ḥadašt, Kartagu. Kartažani se miješaju s brončano-dobnim farmerima Malte, i daju podlogu nastanka kasnijih Maltežana. U stvaranju istih, kasnije će još sudjelovati Rimljani, Arapi i Normani. Nakon punskih ratova, oko 200 godina prije Krista, na otoke dolaze Rimljani koji će ostaviti traga uvođenjem sofisticiranijih metoda agrikulture
Kršćanstvo
Kršćanstvo na otoke dolazi sa svetim Pavlom, koji je navodno 58. nasukao na obalama Malte. Tu je našao sklonište (odatle i ime Malta, malet = sklonište) i proveo tri mjeseca u gradiću Rabatu
Dolazak Arapa i Normana
Kasnijim dolaskom Arapa 870.-ti godina Malta će dobiti nove gospodare koji su ostavili posebnog traga u kulturi, arhitekturi i jeziku. Sredinom 11. stoljeća normanski osvajač Roger Guiscard de Hauteville, kako bi zaustavio maurske napade iz sjeverne Afrike, zauzima Maltu 1090 ili 1091. koja će postat feudalna zemlja i dio kraljevstva Sicilije. 
Španjolci, Velika opsada i Engleska
Španjolci, točnije Aragonci će Maltom ovladati 1283. a ujedinjenjem krune Aragona i Kastilje 1479. postat će dijelom španjolskog carstva. Španjolci će ostaviti znatnog traga u kulinarstvu, glazbi i religiji, a zadržat će se tu do 1530. Mdina je najvažniji grad na otocima. Već 1530. prijeti opasnost Rimu od Turaka, pa Karlo V daje otoke vitezovima svetog Ivana koji će postat poznati kao malteški vitezovi. Trideset i pet godina kasnije, 1565. doći će do velike otomanske opsade Malte, a sljedeće godine glavni grad postat će La Valletta, tako prozvana po Jean Parisot de la Valettu, jednom od vitezova. Uslijedit će napoleonovo osvajanje 1798. i ustanak Maltežana 1799. Britanci će priskoćit u pomoć Malti, ali će ova na kraju 1814. postat njihova krunska kolonija. Svoju samostalnu državu dočekati tek 1964. godine oslobađanjem od Britanaca.

## Život i običaji
Na kulturu, život i običaje Maltežana kao i samo njihovo formiranje utjecali su svi narodi koji su kroz minula stoljeća kraće ili dulje vrijeme boravili na ovim otocima. Na običaje, jezik, i arhitekturu utjecali su svi narodi od starih Kartažana, pa preko Rimljana, Maura i Normana, Aragonaca, vitezova svetog Ivana, Sicilije i Francuske pa do Engleza. Svi su oni ostavili traga na tlu Malte, zato je ona spoj njihovih utjecaja. Ovo se očitava u njihovom jeziku koji je semitski i pun posuđenica iz drugih jezika, njihovoj religiji koja je rimokatolička, njihovom kulinarstvu, arhitekturi, glazbi (il-kitarra Spanjola), odjeći (għonnella; koja je možda sicilijanskog porijekla) i drugom.

## Vanjske poveznice
- Images of Maltese People  Arhivirana inačica izvorne stranice od 10. travnja 2009. (Wayback Machine)